# Papaver cambricum

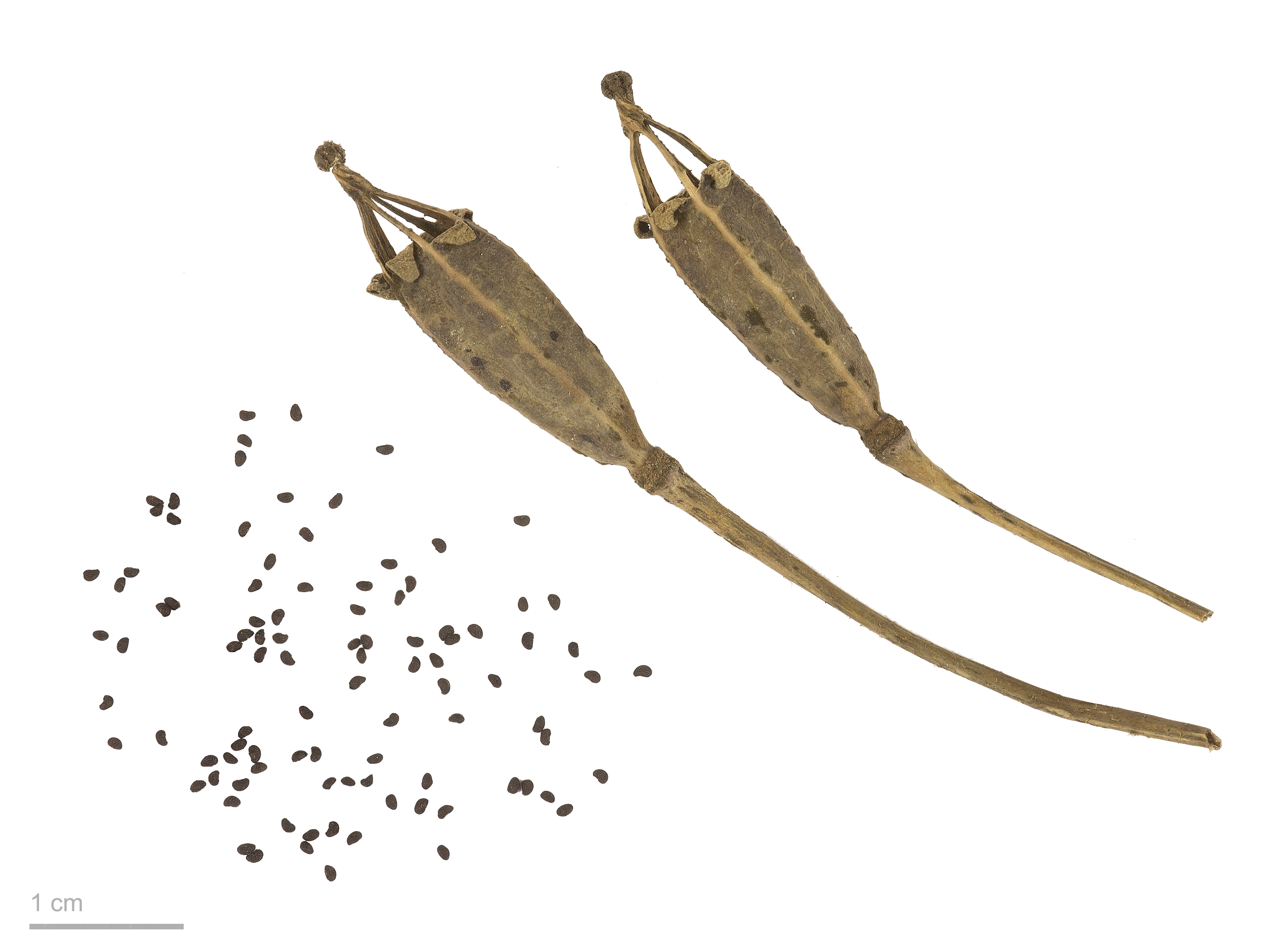
Papaver cambricum.

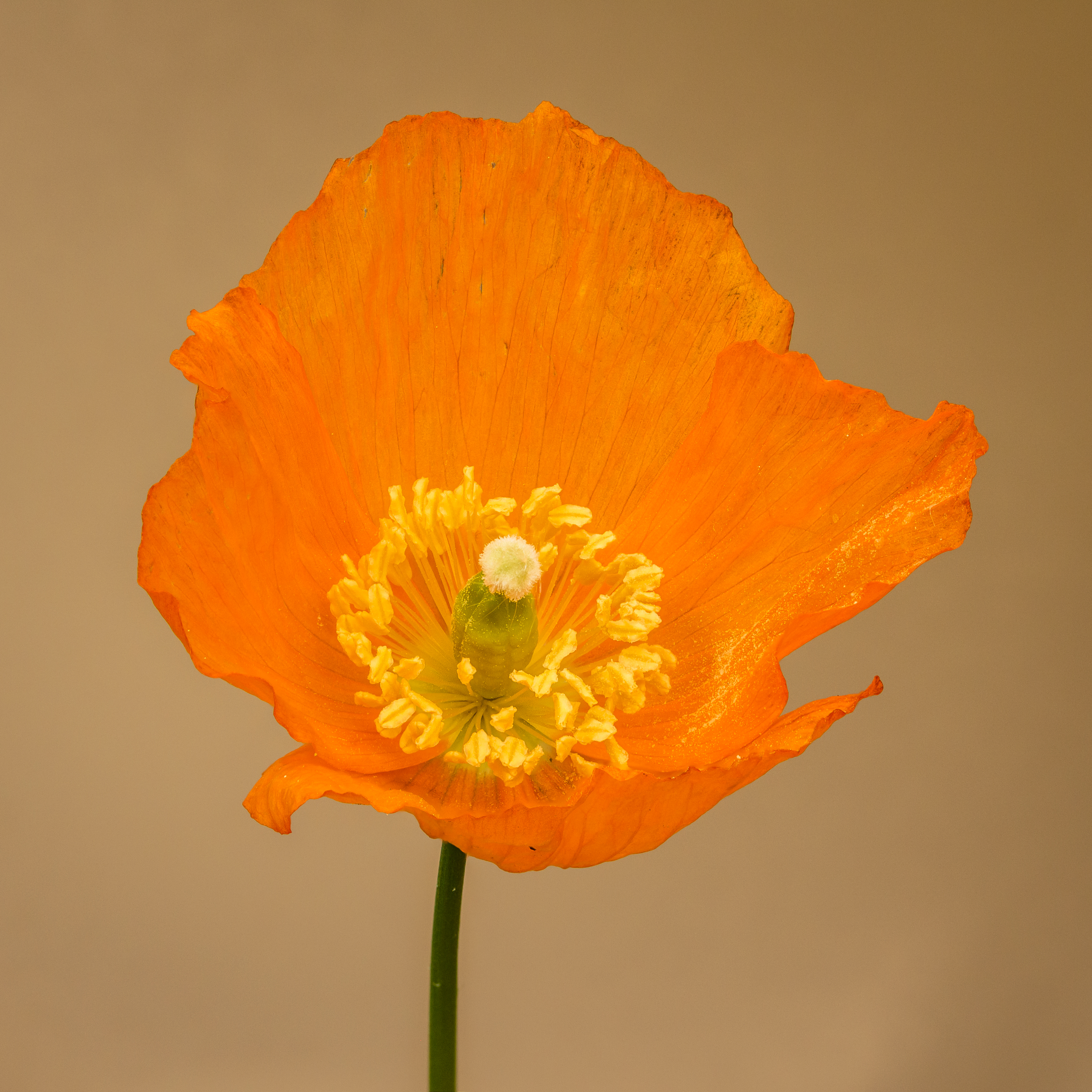
En tonalidad naranjada.

La amapola amarilla (Papaver cambricum, anteriormente Meconopsis cambrica) es una herbácea vivaz de la familia de la papaveráceas. Es común encontrarlas la región de Europa Occidental, en lugares como Gran Bretaña, Irlanda y en Pirineos. Tiene flores de color amarillo a naranja.

## Caracteres
Planta perenne, con tallo ramificado con pedúnculo algo peloso; látex amarillo. Hojas pinnadas, con segmentos ovales, dentados, glaucos por el envés; las basales con largos pecíolos. Flores solitarias, de 4-7 cm, con 4 pétalos amarillos y sépalos pelosos. Fruto mazudo con un pico corto por arriba, lampiño.

## Hábitat
Se encuentran en bosques de caducifolios, húmedos y umbrosos, en los terrenos profundos en los que se acumulan grandes espesores de humus.

## Distribución
Se encuentra en la región de Europa occidental, como Gales, Irlanda, Inglaterra y Pirineos.  En inglés tienen el nombre de Welsh poppy o amapola galesa.

## Taxonomía y filogenia
La especie fue nombrada Papaver cambricum por Carlos Linneo en su obra Species Plantarum, de 1753. Louis Viguier, en 1814, la separó de Papaver y la convirtió en la especie tipo del nuevo género Meconopsis. Una de las razones fue la presencia de estilo a diferencia de otras Papaver, que poseen estigmas sin tallo que se agrupan en un disco. Posteriormente, muchas especies descubiertas en los Himalayas y regiones cercanas fueron adjudicadas al género, del cual M. cambrica era la única especie nativa de Europa.
Sin embargo, un análisis molecular publicado en 2011 demostró que P. cambricum no está filogenéticamente relacionado con el género Meconopsis, sino con Papaver, lo que sugería que debía restaurarse el nombre original. Esto habría dejado a Meconopsis sin una especie tipo y, por consiguiente, sin un nombre válido, a no ser que M. cambrica se mantuviera como nomen conservandum. Una propuesta para mantener Meconopsis solo para las especies asiáticas fue aceptada en 2017, con la especie tipo Meconopsis regia.

## Observaciones
Meconopsis en griego significa "como amapola" y cambrica (de Cambria = Gales).
El 24 de febrero de 2006 el partido político galés Plaid Cymru adoptó la amapola amarilla como el logotipo del partido.